# Muziekfestival

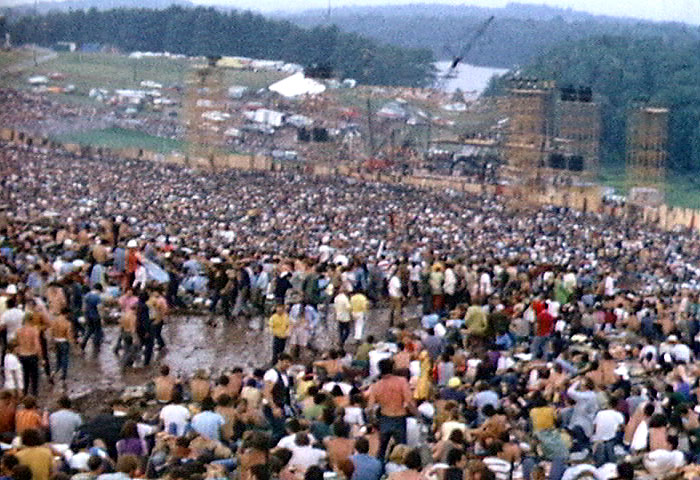
Het eenmalige Woodstock in 1969 trok honderdduizenden bezoekers en is een van de bekendste muziekfestivals aller tijden

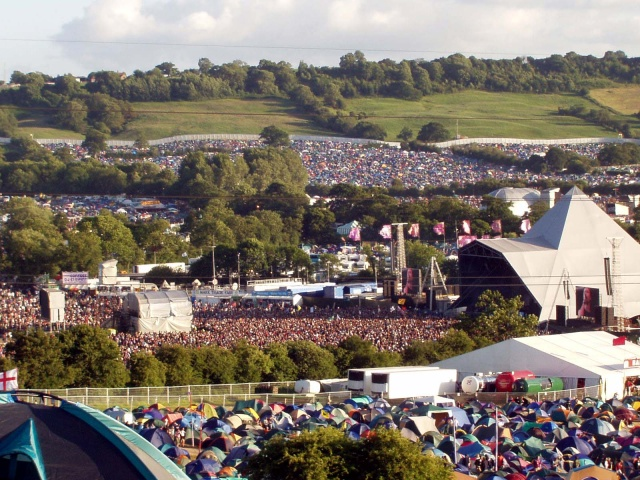
Het festivalterrein van Glastonbury in 2003

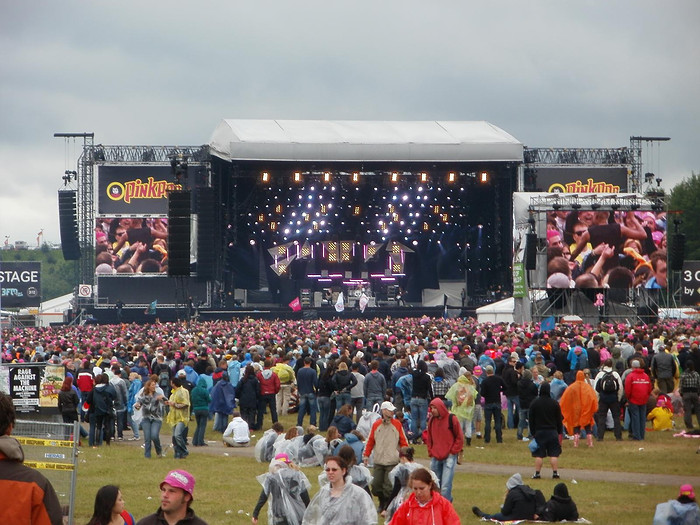
Het hoofdpodium van Pinkpop in 2010

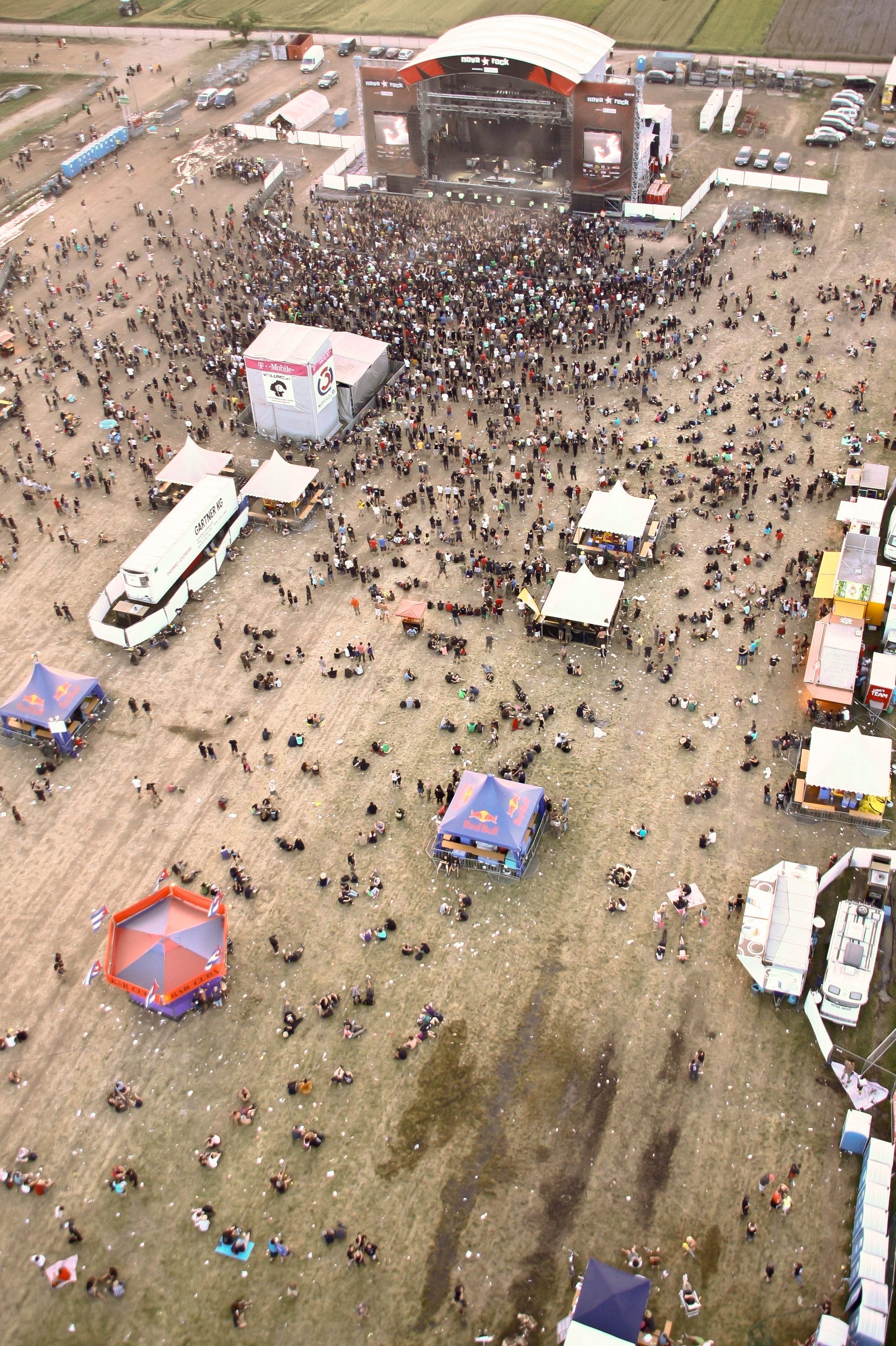
Het festivalterrein van het Oostenrijkse Nova Rock in 2010

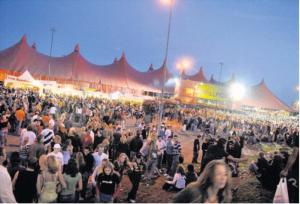
Appelpop, het grootste gratis muziekfestival van Nederland

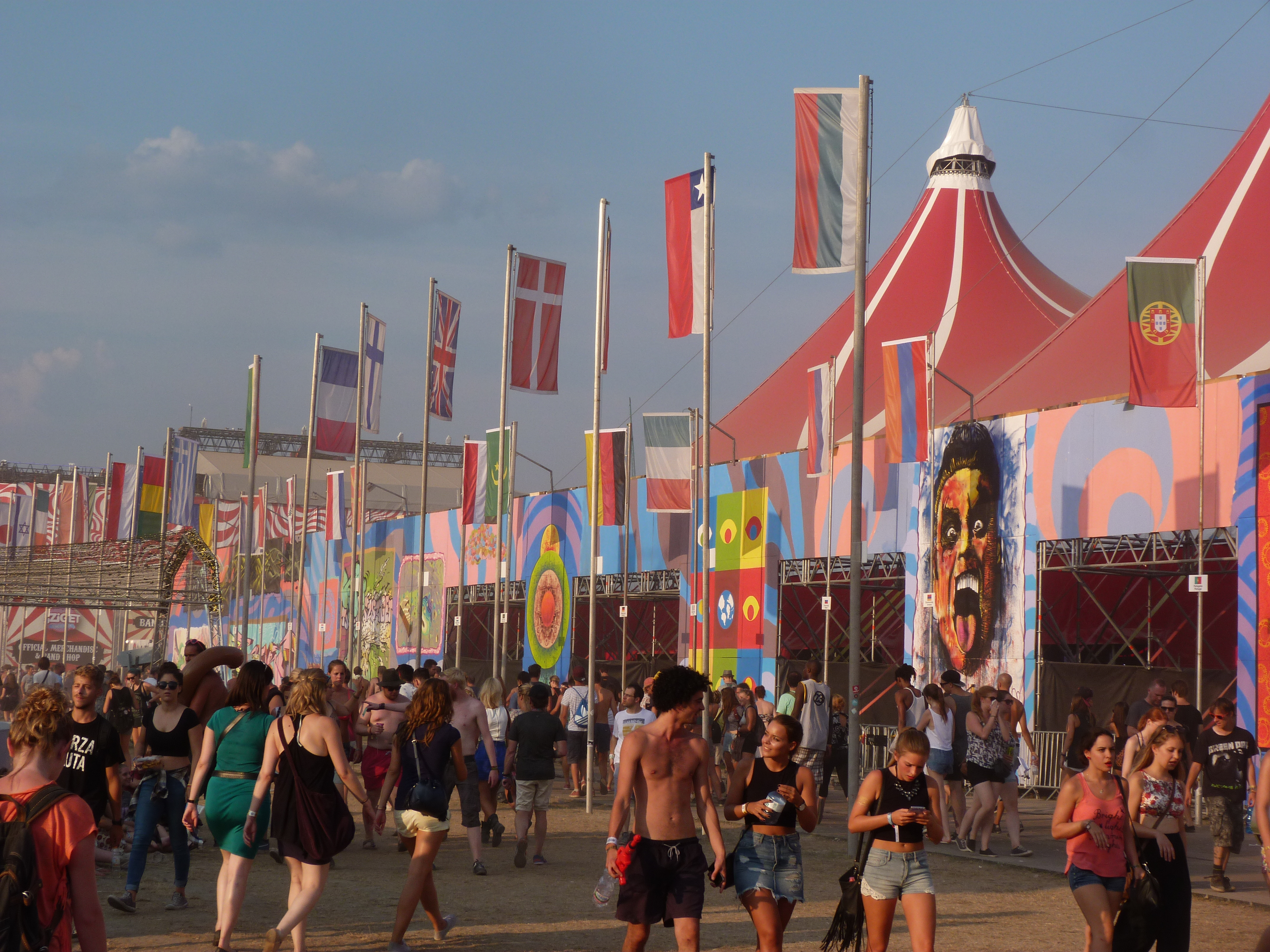
Sziget, het grootste festival van Europa

Een muziekfestival is een – doorgaans binnen een bepaald tijdsbestek terugkerend – muzikaal evenement waarbij soms één, maar over het algemeen meerdere artiesten live optreden voor een doorgaans wat groter publiek. Dit kan een popfestival zijn, maar bijvoorbeeld ook een festival waarbij jazz of klassieke muziek centraal staat. 
Een zeer bekend voorbeeld is het Eurovisiesongfestival, tevens het grootste niet-sportieve terugkerende televisie-evenement.  

## Geschiedenis

### Popfestivals in de VS
In de Verenigde Staten zijn muziekfestivals ontstaan tijdens de flowerpowerbeweging in San Francisco. Deze groep jongeren, ook wel hippies genoemd, bestond grotendeels uit studenten en was idealistisch ingesteld. Het bekendste festival was het eenmalige Woodstock in 1969. De San Francisco-beweging draaide om termen als: terug naar de natuur, love-ins, drugs, lightshows, underground radio etc. en manifesteerde zich in (meestal gratis) popfestivals. Er bestond in de VS al een traditie van muziekfestivals, maar die draaiden alleen om muziek. De San Francisco-beweging heeft de motieven en uitwerking van de muziekfestivals ingrijpend veranderd. Zo ontstonden er ook multimediafestivals, zoals het Trips Festival in San Francisco, waar ook schrijvers en schilders optraden.

### Popfestivals in Nederland
In 1967 werden in Nederland de eerste grootschalige popfestivals gehouden. Op 4 mei 1967 vond in de Houtkamphal in Doetinchem een negen uur durende Beatmarathon plaats, georganiseerd door Beatclub Shabby en Everplay. Deze festivals waren allemaal nog ‘indoor’, maar op Hemelvaarstdag 4 mei 1967 vond het eerste jaarlijks terugkerend openluchtfestival in het openluchttheater de Kösterskoele te Markelo plaats. Dit festival is jaarlijks, op hemelvaartsdag, gehouden tot 1975. Het tweede openluchtfestival vond plaats op 16 juli 1967 in het openluchttheater van het Twentse dorp Hertme. In augustus 1968 volgde Utrecht met ‘Flight to Lowlands Paradise’ georganiseerd door de Utrechtse kunstschilder Bunk Bessels. Deze achttien uur durende happening had geen beroemde acts (in die tijd lieten artiesten het vaak afweten), maar wel experimenteel theater, dans, wierook, dichters, films, bodypainting en vloeistofdia’s voor een tientje (tien gulden), inclusief ontbijt. In 1968 werd een derde openluchtmanifestatie gehouden in het Gelderse Lochem: ‘Pilgrimage', de eerste versie van het Lochem Festival dat in 1986 ophield te bestaan.
In 1970 werd voor het eerst een meerdaags openluchtfestival georganiseerd. Het driedaagse Holland Pop Festival vond plaats in het Kralingse Bos in Rotterdam. Op de Tielse Waalkade vond het tweedaagse Betuws Muziekfestival plaats, met vele bekende artiesten. Op de Gulperberg werd op tweede Pinksterdag Pinknick georganiseerd, dat een jaar later verder ging als Pinkpop. Daarna was er een omslag naar grootschalige en publieksgerichte festivals. Naast doorgaande schaalvergroting, valt er ook een verandering te bespeuren in de motivatie van de organisatoren. De eerste popfestivals waren georganiseerd op grond van ideële motieven: groepen traden bijna gratis op en de prijs van de toegangskaartjes was gebaseerd op kostendekking. Vaak was de organisatie zo amateuristisch dat de helft van het publiek over het hek klom. 
De ideële motieven werden steeds meer door commerciële motieven vervangen. De organisatoren hoopten geld te verdienen en aan de andere kant vroegen de artiesten hogere gages. Toen de festivals grootschaliger werden, was de winstmarge – als je iets meer toegangsgeld vroeg – heel aantrekkelijk. Daarnaast moest er meer geld worden geïnvesteerd om grote artiesten te kunnen boeken. 
De gedachte achter de oprichting van de Stichting Holland Pop Festival in 1970 was commercieel van aard (door middel van een stichting ben je als organisator niet aansprakelijk voor verlies en krijg je eerder het vertrouwen van artiesten en de overheid), maar omvatte ook een ideëel doel, namelijk De belangstelling voor de cultuur en speciaal voor de moderne uitingen daarvan, te bevorderen en op deze wijze bij te dragen tot verbetering van de intermenselijke verhoudingen. Het festival was een groot succes, volgens ooggetuigen waren er ruim 100.000 bezoekers en de organisatie verliep goed. Van politiek engagement zoals in de VS was niet veel te merken, wat toegeschreven kan worden aan de taalbarrière (de politieke boodschappen van de bands zijn in het Engels) en aan de omstandigheid dat de Nederlandse samenleving op dat moment niet belast was met de urgentere problemen waarmee de VS toen te kampen had, zoals het racisme en de Vietnamoorlog. Het publiek bestond overwegend uit scholieren en studenten of mensen met een afgeronde opleiding. 
Er ontstonden in de jaren zeventig ook andere popfestivals, zoals Pinkpop en het Lochemfestival, die steeds grootschaliger werden maar ook steeds professioneler om het festival zo goed mogelijk te laten verlopen. In de jaren tachtig werd het kleinschaligere Tegentonen voor het eerst georganiseerd. In de jaren tachtig en negentig ontstonden de eerste festivals die zich richtten op één specifiek genre, zoals de metalfestivals Dynamo Open Air in Nederland en Graspop Metal Meeting in België. Begin jaren negentig vond de eerste editie van Lowlands in Biddinghuizen plaats, dat later het bezoekersaantal van Pinkpop zou evenaren. Sindsdien worden vele kleinere festivals gehouden. Begin van de jaren 2000 zijn er jaarlijks een kleine tweehonderd in Nederland. In navolging van de festivals voor metal, punk en alternatieve rock, ontstonden na 2000 de eerste dancefestivals, zoals Tomorrowland in België.

## Huidige festivals

### Festivals in Nederland
Enkele bekende festivals in Nederland:
| Festival                 | Sinds       | Locatie                       | Bezoekersaantal |
| ------------------------ | ----------- | ----------------------------- | --------------- |
| Pinkpop                  | 1970        | Landgraaf, Limburg            | 65.000          |
| Nirwana Tuinfeest        | 1972        | Lierop, Noord-Brabant         | 15.000          |
| Paaspop                  | 1974        | Schijndel, Noord-Brabant      | 35.000          |
| North Sea Jazz Festival  | 1976        | Rotterdam, Zuid-Holland       | 75.000          |
| Bospop                   | 1980        | Weert, Limburg                | 50.000          |
| Parkpop                  | 1981        | Den Haag, Zuid-Holland        | 35.000          |
| Dynamo Open Air          | 1986-2005   | Eindhoven, Noord-Brabant      | 70.000          |
| Appelpop                 | 1992        | Tiel, Gelderland              | 170.000*        |
| Lowlands                 | 1993 (1967) | Biddinghuizen, Flevoland      | 55.000          |
| Crossing Border          | 1993        | Den Haag, Zuid-Holland        | 12.500          |
| Zwarte Cross             | 1997        | Lichtenvoorde, Gelderland     | 265.500*        |
| Motel Mozaïque           | 2001        | Rotterdam, Zuid-Holland       | 32.000          |
| Defqon.1                 | 2003        | Walibi Holland, Biddinghuizen | 100.000         |
| Lakedance                | 2005        | Aquabest, Noord-Brabant       | 35.000          |
| LatinVillage             | 2005        | Spaarnwoude, Noord-Holland    | 30.000          |
| Le Guess Who?            | 2007        | Utrecht, Utrecht              | 20.000          |
| Strandfestival ZAND      | 2008        | Almere, Flevoland             | 25.000          |
| Into the Great Wide Open | 2009        | Vlieland, Friesland           | 5.200           |
| Best Kept Secret         | 2013        | Beekse Bergen, Noord-Brabant  | 25.000          |
| Down The Rabbit Hole     | 2014        | Ewijk, Gelderland             | 45.000          |

* Bezoekersaantallen kunnen op verschillende manieren berekend worden: de capaciteit per dag, het totaal aantal unieke bezoekers of het totaal aantal over alle dagen bij elkaar opgeteld.

### Festivals in België
In België worden jaarlijks Rock Werchter (tot 1999 het dubbelfestival Torhout-Werchter), Graspop Metal Meeting, Dour Festival en Pukkelpop georganiseerd. In 2003, 2005, 2006, 2007 en 2012 kreeg Rock Werchter de prijs voor best festival in the world en in 2009, 2011, 2015 en 2016 won het de European Festival Awards. Naast de bekende festivals op festivalweides kent België ook enkele stadfestivals zoals de Gentse Feesten, Lokerse Feesten en Les Ardentes in Luik.
| Festival                     | Sinds | Locatie                  | Bezoekersaantal |
| ---------------------------- | ----- | ------------------------ | --------------- |
| Alcatraz Metal Festival      | 2008  | Kortijk, West-Vlaanderen | 45.000          |
| Gentse Feesten               | 1843  | Gent, Oost-Vlaanderen    | 1.570.000       |
| Gent Festival van Vlaanderen | 1958  | Gent, Oost-Vlaanderen    | 50.000          |
| Rock Werchter                | 1975  | Werchter, Vlaams-Brabant | 352.000         |
| Sjock Festival               | 1976  | Gierle, Antwerpen        | 13.000          |
| Reggae Geel                  | 1978  | Geel, Antwerpen          | 50.000          |
| Cactusfestival               | 1982  | Brugge, West-Vlaanderen  | 25.000          |
| Rock Herk                    | 1983  | Herk-de-Stad, Limburg    | 15.000          |
| Pukkelpop                    | 1985  | Hasselt, Limburg         | 180.000         |
| Suikerrock                   | 1986  | Tienen, Vlaams-Brabant   | 100.000         |
| Dour Festival                | 1988  | Dour, Henegouwen         | 225.000         |
| Groezrock                    | 1992  | Meerhout, Antwerpen      | 35.000          |
| Graspop Metal Meeting        | 1996  | Dessel, Antwerpen        | 220.000         |
| Rimpelrock                   | 2002  | Hasselt, Limburg         | 50.000          |
| Tomorrowland                 | 2005  | Boom, Antwerpen          | 600.000         |

### Festivals in Duitsland
Duitsland kent vier grote festivals die samen twee duo-festivals vormen. Zo vinden Rock am Ring (op de Nürburgring in de Eifel) en Rock im Park (in Neurenberg in het zuiden) tijdens hetzelfde weekend plaats en kennen een grote overlap van artiesten. Ditzelfde geldt voor Hurricane in Bremen in het noorden en Southside in Neuhausen ob Eck in het zuiden.
| Festival                  | Sinds | Locatie                             | Bezoekersaantal |
| ------------------------- | ----- | ----------------------------------- | --------------- |
| Rock am Ring              | 1985  | Nürburgring, Rijnland-Palts         | 90.000          |
| Rock im Park              | 1993  | Neurenberg, Beieren                 | 75.000          |
| Hurricane                 | 1973  | Bremen, Bremen                      | 70.000          |
| Southside                 | 1999  | Neuhausen ob Eck, Baden-Württemberg | 40.000          |
| Wacken Open Air           | 1990  | Wacken, Sleeswijk-Holstein          | 45.000          |
| Night of the Progfestival | 2006  | Loreley, Rijnland-Palts             | ?               |

### Festivals in het Verenigd Koninkrijk
| Festival               | Sinds       | Locatie                  | Bezoekersaantal |
| ---------------------- | ----------- | ------------------------ | --------------- |
| Glastonbury            | 1970        | Glastonbury, Engeland    | 140.000         |
| Reading Festival       | 1989        | Reading, Engeland        | 90.000          |
| T in the Park          | 1994        | Balado, Schotland        | 250.000         |
| All Tomorrow's Parties | 1999        | Minehead, Engeland       | 40.000          |
| Leeds Festival         | 1999        | Leeds, Engeland          | 80.000          |
| Isle of Wight Festival | 2002 (1968) | Isle of Wight, Engeland  | 50.000          |
| Download Festival      | 2003        | Donington Park, Engeland | ?               |

### Festivals in Europa
In geheel Europa vindt jaarlijks een groot aantal festivals plaats. Bekende festivals zijn onder meer:
| Festival           | Sinds | Locatie                         | Bezoekersaantal                   |
| ------------------ | ----- | ------------------------------- | --------------------------------- |
| Roskilde           | 1971  | Roskilde, Denemarken            | 100.000                           |
| Sziget-festival    | 1993  | Boedapest, Hongarije            | 85.000 (per dag) 440.000 (totaal) |
| F.I.B.             | 1995  | Benicasim, Spanje               | 150.000                           |
| Exit Festival      | 2000  | Novi Sad, Servië                | 190.000                           |
| Primavera Sound    | 2001  | Barcelona                       | 190.000                           |
| Open'er Festival   | 2002  | Gdynia, Polen                   | 100.000                           |
| Rock en Seine      | 2003  | Parijs, Frankrijk               | 100.000                           |
| Rock in Rio Lisboa | 2004  | Lissabon, Portugal              | ?                                 |
| Oxegen             | 2004  | Punchestown Racecourse, Ierland | 60.000                            |
| Nova Rock          | 2005  | Nickelsdorf, Oostenrijk         | 160.000                           |
| Hellfest           | 2006  | Clisson, Frankrijk              | 150.000                           |
| Balaton Sound      | 2007  | Zamárdi, Hongarije              | ?                                 |

### Festivals wereldwijd

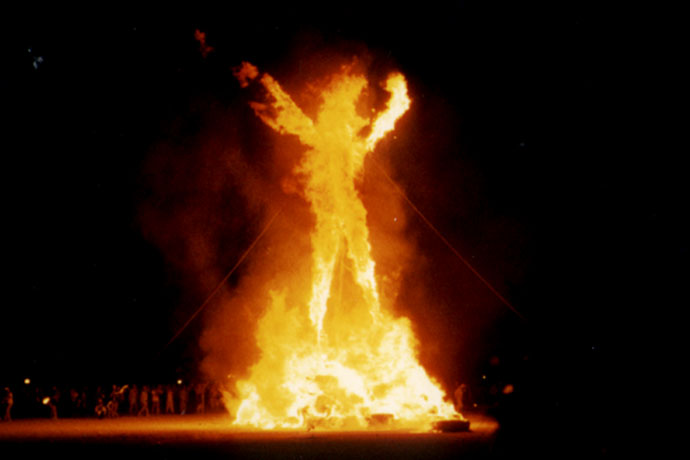
De Wicker Man wordt verbrand ter afsluiting van Burning Man

| Festival                                     | Sinds | Locatie                             | Bezoekersaantal     |
| -------------------------------------------- | ----- | ----------------------------------- | ------------------- |
| Internationaal songfestival van Viña del Mar | 1960  | Viña del Mar, Chili                 |                     |
| Rock in Rio                                  | 1985  | Rio de Janeiro, Brazilië            | 0,7 tot 1,5 miljoen |
| Lollapalooza                                 | 1990  | Chicago, Verenigde Staten           | 400.000             |
| Burning Man                                  | 1986  | Black Rock Desert, Verenigde Staten | 80.000              |
| South by Southwest                           | 1987  | Austin (Texas), Verenigde Staten    | 30.000              |